# Kazimierzowo (obwód witebski)
Kazimierzowo (biał. Казімірова; ros. Казимирово) – wieś na Białorusi, w obwodzie witebskim, w rejonie brasławskim, w sielsowiecie Widze.

## Historia
W dwudziestoleciu międzywojennym ówczesna kolonia leżała w Polsce, w województwie nowogródzkim (od 1926 w województwie wileńskim), w powiecie brasławskim, w gminie Dryświaty.
Według Powszechnego Spisu Ludności z 1921 roku zamieszkiwało tu 30 osób, wszystkie były wyznania staroobrzędowego. Jednocześnie 5 mieszkańców zadeklarowało białoruską przynależność narodową a 25 rosyjską. Było tu 5 budynków mieszkalnych. W 1931 zamieszkiwało tu 18 osób w 2 budynkach.
Miejscowość należała do parafii prawosławnej w Dryświatach. Podlegała pod Sąd Grodzki w m. Turmont i Okręgowy w Wilnie; właściwy urząd pocztowy mieścił się w Dryświatach.